# Phasia subcoleoptrata
Phasia subcoleoptrata là một loài ruồi trong họ Tachinidae.